# Parlamentswahl in Katalonien 2017
- CUP-CC: 4
- CatComú–Podem: 8
- ERC–CatSí: 32
- PSC: 17
- JuntsxCat: 34
- Cs: 36
- PPC: 4

Die frühzeitige Wahl zum Parlament der Autonomen Gemeinschaft Katalonien fand am 21. Dezember 2017 statt. Die vorgezogene Neuwahl war erforderlich geworden, nachdem das Parlament von Katalonien im Rahmen der Anwendung des Artikels 155 der spanischen Verfassung aufgelöst worden war.

## Ausgangslage
Die Wahlen wurden am 27. Oktober 2017 frühzeitig im Rahmen der Katalonien-Krise durch die spanische Regierung ausgerufen, nachdem die katalanische Regionalregierung das gerichtlich untersagte Unabhängigkeitsreferendum vom 1. Oktober 2017 abgehalten hatte und am 10. Oktober eine zunächst ausgesetzte Unabhängigkeit Kataloniens erklärte, die am 27. Oktober im Parlament zur Abstimmung gebracht wurde und durch Mehrheitsentscheid in Kraft trat. Der spanische Senat stimmte auf Antrag der spanischen Regierung mit parteiübergreifender Mehrheit für die Anwendung des Artikels 155 der spanischen Verfassung, der die Absetzung der Regionalregierung Kataloniens und die Auflösung des Parlamentes ermöglichte. Die reguläre Legislaturperiode hätte bis 2019 gedauert.

## Wahlbündnisse
Die katalanischen Parteien hätten bis zum 7. November 2017 (d. h. 10 Tage nach Ausrufung der Wahl) Wahlbündnisse bilden können, was wegen des D’Hondt-Verfahrens bei der Ermittlung der Mandate vorteilhaft gewesen wäre. Eine Neuauflage des separatistischen Wahlbündnisses Junts pel Sí von 2015 zwischen der ERC und der PDeCAT kam nicht zustande; ebenso wenig konnten sich die konkurrierenden Parteien Ciutadans (C’s), PPC und PSC auf ein Wahlbündnis einigen.
Verschiedene kleinere Wahlbündnisse kamen auf der separatistischen und der linken Seite des politischen Spektrums durch Angliederung von verschiedenen Splittergruppen dennoch zustande:
- Esquerra Republicana de Catalunya–Catalunya Sí (ERC–CatSí)
  - Esquerra Republicana de Catalunya (ERC)
  - Catalunya Sí (CatSí)
  - Moviment d’Esquerres (MES)
  - Demòcrates de Catalunya (DC)
- Junts per Catalunya (JuntsxCat)
  - Partit Demòcrata Europeu Català (PDeCAT)
  - Unabhängige
- Catalunya en Comú–Podem (CatComú–Podem)
  - Catalunya en Comú (CatComú)
    - Barcelona en Comú (BComú)
    - Iniciativa per Catalunya Verds (ICV)
    - Esquerra Unida i Alternativa (EUiA)
    - Equo (eQuo)

  - Podemos
- Candidatura d’Unitat Popular–Crida Constituent (CUP-CC)
  - Candidatura d’Unitat Popular (CUP)
  - Endavant – Organització Socialista d’Alliberament Nacional (Endavant OSAN)
  - Poble Lliure (PL)
  - Arran
  - Sindicat d’Estudiants dels Països Catalans (SEPC)
  - Coordinadora Obrera Sindical (COS)
  - Lucha Internacionalista – Cuarta Internacional (LI-CI)
  - En Lluita
  - Col·lectiu Drassanes
  - Constituents per la Ruptura

## Ergebnis

Sitzverteilung im Parlament, Mehrheiten in den Comarcas und Sitzverteilung auf die vier Provinzen

Das vorläufige amtliche Endergebnis lautet:
| Parteien  | Parteien                                                     | Stimmen   | Stimmen in % (Änderung) 6 | Stimmen in % (Änderung) 6 | Sitze (Änderung) | Sitze (Änderung) |
| --------- | ------------------------------------------------------------ | --------- | ------------------------- | ------------------------- | ---------------- | ---------------- |
|           | Ciutadans (C’s)                                              | 1.102.099 | 25,37                     | +7,47                     | 36               | +11              |
|           | Junts per Catalunya (JuntsxCat) 3                            | 940.602   | 21,65                     | 2                         | 34               | 2                |
|           | Esquerra Republicana de Catalunya–Catalunya Sí (ERC-CatSí) 1 | 929.407   | 21,39                     | 2                         | 32               | 2                |
|           | Partit dels Socialistes de Catalunya (PSC-PSOE) 4            | 602.969   | 13,88                     | +1,16                     | 17               | +1               |
|           | Catalunya en Comú-Podem (CatComú–Podem) 5                    | 323.695   | 7,45                      | −1,49 5                   | 8                | −3 5             |
|           | Candidatura d’Unitat Popular–Crida Constituent (CUP-CC)      | 193.352   | 4,45                      | −3,76                     | 4                | −6               |
|           | Partit Popular (PP)                                          | 184.108   | 4,24                      | −4,25                     | 4                | −7               |
|           | Andere                                                       | 49.207    | 1,13                      |                           | 0                |                  |
|           | Enthaltungen                                                 | 19.377    | 0,44 6                    |                           |                  |                  |
| Insgesamt | Insgesamt                                                    |           | 100,0 %                   |                           | 135              |                  |

Mehrheiten in den Gemeinden
Mehrheiten in den vier Provinzen

## „Plebiszitärer Charakter“ der Wahl
Wie beim plebiszitären Charakter der Parlamentswahl des Jahres 2015 kommt auch dieser Wahl eine wichtige plebiszitäre Bedeutung für die Frage nach der Unabhängigkeit Kataloniens zu. Stellt man die beiden Blöcke Pro und dezidiert Contra einer Unabhängigkeit nebeneinander, dann sieht das Verhältnis zwischen diesen beiden Lagern folgendermaßen aus:
- Pro Unabhängigkeit: 47,5 %
- Contra Unabhängigkeit: 43,5 %
- Ablehnung des einseitigen Unabhängigkeitsprozesses (CatComú-Podem): 7,5 %
- Sonstige Parteien & Enthaltungen: 1,5 %

Im Vergleich zur Parlamentswahl 2015 hat sich trotz der enorm angestiegenen Wahlbeteiligung der prozentuale Anteil des Lagers der Unabhängigkeitsbefürworter somit kaum verändert (2015: 47,7 %). Während das Wahlbündnis um die CUP stark an Zustimmung verlor, konnten die Wahlbündnisse der beiden gemäßigten Unabhängigkeitsparteien (ERC und PDeCat) im Vergleich zu vor zwei Jahren sowohl in Stimmen, als auch Sitzen zulegen. Überraschend gegenüber den Meinungsumfragen war, dass die PDeCat noch vor der ERC zweitstärkste Partei wurde.
Die Unabhängigkeitsgegner konnten ihren prozentualen Anteil zwar steigern, verfehlten jedoch ihr gemeinsames Wahlziel, die Parlamentsmehrheit zu erreichen – das proportionale Wahlsystem nach Provinzen bevorzugt die stark unabhängigkeitsbefürwortenden ländlichen Landkreise gegenüber den ablehnenden Ballungsgebieten rund um Barcelona. Die PP als Regierungspartei Spaniens hat durch ihre harte Haltung und die Verweigerung jeglichen Dialogs mit der Führung Kataloniens und die Anwendung des Verfassungsartikels 155 nochmals an Zustimmung verloren und hat ihr schlechtestes Wahlergebnis in Katalonien eingefahren (wenn man die Solidaridad Catalana als Vorgängerpartei anerkennt: ihr zweitschlechtestes Ergebnis), während die Ciutadans eine große Zahl an bisherigen Nichtwählern für sich mobilisieren und ihre Repräsentanz im katalanischen Parlament ausbauen konnten. Die PP verlor die Hälfte ihrer bisherigen Wähler an die Ciutadans. Die Sozialisten von der PSC konnten sich zum ersten Mal seit der Wahl von 1999 leicht verbessern (ohne Berücksichtigung von UDC), blieben jedoch erheblich hinter den Erwartungen aus den Umfragen zurück. Catalunya en Comú-Podem, die zur Unabhängigkeit keine offizielle Parteilinie haben, die aber von deren nationalen Organisation, Podemos, und deren Chef, Pablo Iglesias, scharf abgelehnt wird, die aber auch die Anwendung des Artikels 155 verurteilten und ein Referendum befürworten, verloren an Stimmen.